# 康百万庄园
康百万庄园位于河南省巩义市康店镇，庄园始建于明末清初。康百万家族前后十二代人在这个庄园生活，纵跨了明、清、民国三个时期400余年，庄园也从最初的半山腰一直建到了山顶。该庄园是一处典型的十七到十八世纪黄土高原上封建堡垒式的建筑。它背依邙山，面临洛水，从后人复制的庄园全貌图上看，庄园的所有建筑好像驮在一块巨型的龟背上，而龟的头部正好伸向河流，因而便有了“金龟探水”的称号。
康百万庄园是中国三大地主庄园之一，1963年6月，康百万庄园被河南省人民政府列为重点文物保护单位，2001年6月，被国务院列为全国重点文物保护单位，2005年被批准为中国4A级旅游景区。

## 得名
康氏家族发迹始于贩盐业，明朝时期，康家第六世祖“康绍敬”在地方水陆交通、盐业和税务等方面担任要职，而明代已经允许私人介入贩盐业。到了清朝时期，康氏家族在清廷镇压白莲教之际，通过各种手段取得了长达十年与布匹有关的军需品订单，在这之前康家还垄断了陕西的布市。同时，康氏家族又靠造船业发财、靠土地致富，康家的船行六河（洛河、黄河、运河、泾河、渭河、沂河），后人说康家的船达3000条；他的土地商铺遍及附近鲁、陕、豫三省的八个县达18万亩，在1773年和1847年分别收到了来自清廷和同乡送给的“良田千顷”的牌匾，民间还有“头枕泾阳、西安，脚踏临沂、济南，马跑千里不吃别家草，人行千里尽是康家田”的顺口溜，康氏家族一度富甲三省，人称“百万富翁”。晚清时期的1900年，八国联军入侵北京，慈禧太后携带光绪于次年逃离北京前往西安，后又返京，路过巩义康店镇时，被称为“豫商第一人”的康家掌柜“康鸿猷”雪中送炭，向清政府捐资百万银两，慈禧太后一句“没成想，这山沟里还有百万之家。”被广为流传，并赐其为“康百万”的封号，“康百万”成了这个庄园的主人“康氏家族”的统称，因此康家的庄园便成了康百万庄园。

## 特色
“小社会化”是古时的康百万庄园的一大特色，它和一般的家庭大院在功能上有很大的区别，庄园关起门来，完全可以自给自足，像一个浓缩的社会。譬如金融、生产、地产、物流、教育，甚至磨房、碾房、仓廪、中药房在这个庄园都一应俱全，应有尽有。小社会化在康百万庄园的表现较为显著。
康百万庄园依据“天人合一、师法自然”的传统理念选址，临街建楼房，靠山筑窑洞，滨河设码头，据险垒寨墙，既保留了黄土高原民居和北方四合院的形式，又吸收了官府、园林和军事堡垒建筑的特点，融中国南方与北方的建筑特色于一体，是中原民居中最有代表性的古建筑群体，庄园内的各类砖雕、木雕、石雕，刀法细腻、工艺纯熟，另外，庄园内家具、珍玩、名人书画等珍贵文物达4000余件，有深厚的历史积淀和丰富的艺术内涵，对研究中国古建筑史和中原民风、民俗具有重要的参考价值。
庄园内的牌匾、书卷和楹联展示着这个家族的文化灵魂，其中东院第三道门内的大厅里悬挂的“留余匾”乃中国名匾之一，也是康氏家族教育后代的家训匾，匾上的题字“留有余，不尽之巧以还造化；留有余，不尽之禄以还朝廷；留有余，不尽之财以还百姓；留有余，不尽之福以还子孙。”是由清朝翰林“牛暄”撰写。匾文体现了儒家"财不可露尽，势不可使尽"的中庸思想，这种思想在康百万资助朝廷，修黄河大堤、建学堂、赈济灾民等方面都有体现。另外，庄园内道院门上诸如“居贵敬”、“行贵简”之类的题词，都表现了康家处事做人的准则，即在日常生活中注意修养，外出待人接物直率诚信，仪表穿戴要简朴。

## 建筑
目前康百万庄园保存下来的建筑主要分为寨上住宅区、寨下住宅区、南大院、祠堂区、作坊区、菜园区、龙窝沟、金谷寨、花园、栈房区等十余部分，有33个院落，53座楼房，1300多间房舍和73孔窑洞，总建筑面积达64300平方米，是山西乔家大院的十九倍。
整个庄园可分为19个不同形式的建筑群。庄园北面建有寺沟和张沟两个住宅区，还有康家祠堂、福禄堂、戏楼等。两个住宅区分别有通往洛河渡口和孝义清代渡口的大道。庄园南方则设立有金谷寨、果园和林场。如今保存下来的庭院中，分布在张沟、寺沟区的是明代的楼院，而福禄堂区、龙窝综合住宅区、寨山主宅区、南大院区、栈房区、作坊区、祠堂、饲养、集贤庄、书院、戏楼等则是清代的建筑群。位于正中心位置的庄园主宅区，东边依次排列著作坊区、栈房区、南大院、花园、饲养区、菜园以及观音堂和石牌坊。

## 图库
- 双牌楼
- 学堂
- 教育学院
- 酒坊

- 通道
- 河洛豪宅
- 朝廷为康百万家族刻的石碑
- 居高临下

## 相关作品
- 《康百万》，一部以康百万庄园为基地拍摄的电视剧，该剧以康家人物为原形，演绎康氏家族十二代在那个时代的家境兴衰史。[8]
- 《发现豫商》，由中央电视台、河南影视集团、河南省工商联和河南大象影视制片有限公司在康百万庄园联合制作的纪录片。[8]